# Balance of Power
Balance of Power es el undécimo álbum de estudio de la banda británica Electric Light Orchestra, publicado por la compañía discográfica Epic Records en marzo de 1986.

## Historia
Balance of Power fue el último álbum de estudio de la Electric Light Orchestra durante un periodo de quince años, hasta la publicación de Zoom (2001). Durante este tiempo, el bajista Kelly Groucutt fue despedido, quedando reducido el grupo como trío en el que Jeff Lynne compartía el trabajo de las guitarras con el del bajo y con un mayor interés en elementos electrónicos de percusión y sintetizadores. Como promoción del álbum, el grupo se embarcó en una gira por Europa, compartiendo escenario en un concierto ofrecido en el Reino Unido con George Harrison, a quien Lynne produjo el álbum de Cloud Nine (1987). Posteriormente, Lynne y Harrison formaron el grupo Traveling Wilburys junto a compañeros como Bob Dylan, Roy Orbison y Tom Petty. 
El videoclip del sencillo «Calling America» fue rodado en París y contienen extractos del grupo tocando en el Centre Georges Pompidou. El grupo también rodó otro videoclip para el sencillo «So Serious». Por otra parte, la canción «Endless Lies» fue intentada como un homenaje a Roy Orbison, y fue originalmente grabada para la versión doble del álbum Secret Messages, antes de ser finalmente regrabada durante las sesiones de Balance of Power. El álbum se caracterizó por ser el primero en no incluir ninguna orquestación, así como el primero en incluir un solo de saxofón. 
Durante las sesiones, el grupo grabó varias canciones no incluidas en Balance of Power: «As a Matter of Fact», «ELO Megamix» y «Destination Unkown», publicadas como cara B de los sencillos «So Serious», «Getting to the Point» y «Calling America» respectivamente. Las tres canciones fueron recopiladas varios años después en la caja recopilatoria Afterglow.

## Recepción
Tras su publicación, Balance of Power obtuvo reseñas mixtas de la prensa musical. James Chrispell, de Allmusic, escribió: «Tras explorar la mina de oro de The Beatles con todos aquellos estribillos pegadizos, en el momento en que Balance of Power era publicado, Jeff Lynne y compañía habían encontrado esa vena una vez rica ya seca. El álbum incluyó aún otro top 40 con "Calling America", pero a mediados de la década de 1980, la ELO encontró su público y su inspiración en decadencia. No verdaderamente memorable, pero pasable». Por otra parte, John Metzger, de Music Box, criticó la ausencia de orquestación y el dominio de sintetizadores en la música de Balance of Power: «Balance of Power estuvo plagado de un fallo fatal. En un intento por superar sus luchas escribiendo nuevo material, Lynne echó por la borda las orquestaciones que previamente habían definido la música de Electric Light Orchestra. A primera vista, no es necesariamente una mala estrategia para él haberlas empleado, especialmente desde que había comenzado a sentirse asfixiado por su necesidad de inventar arreglos habitualmente complejos. Lo que en su lugar utilizó, sin embargo, fue una fuerte dosis de efectos electrónicos. Cajas de ritmos y sintetizadores asfixiaron la música, dejándolo envuelto en una esterilidad fría y calculada a la que una sección de cuerdas en directo irónicamente habría añadido el calor que necesitaban».
Desde el punto de vista comercial, Balance of Power obtuvo unos resultados muy inferiores a anteriores trabajos de la Electric Light Orchestra. El álbum alcanzó el puesto nueve en la lista británica UK Albums Chart, donde fue certificado como disco de plata al superar las 60 000 copias vendidas. En los Estados Unidos, el álbum llegó al puesto 49 de la lista Billboard 200, el peor resultado de una publicación del grupo desde el lanzamiento de On the Third Day (1973). Por otra parte, los sencillos extraídos tampoco obtuvieron el respaldo de trabajos anteriores: el más exitoso fue «Calling America», que llegó al puesto 18 y 28 en las listas de sencillos más vendidos de Estados Unidos y Reino Unido respectivamente.

## Reediciones
El 26 de febrero de 2007, Epic Records y Legacy Recordings publicaron una versión remasterizada de Balance of Power con varias canciones extra: tres mezclas alternativas de «Heaven Only Knows», «Secret Lives» y «Sorrow About to Fall», así como una canción inédita, «Caught in a Trap».

## Lista de canciones
Todas las canciones escritas y compuestas por Jeff Lynne. 
| Cara A |                        |          |  |
| N.º    | Título                 | Duración |  |
| 1.     | «Heaven Only Knows»    | 2:52     |  |
| 2.     | «So Serious»           | 2:38     |  |
| 3.     | «Getting to the Point» | 4:28     |  |
| 4.     | «Secret Lives»         | 3:26     |  |
| 5.     | «Is It Alright»        | 3:25     |  |

| Cara B |                        |          |  |
| N.º    | Título                 | Duración |  |
| 1.     | «Sorrow About to Fall» | 3:59     |  |
| 2.     | «Without Someone»      | 3:48     |  |
| 3.     | «Calling America»      | 3:26     |  |
| 4.     | «Endless Lies»         | 2:55     |  |
| 5.     | «Send It»              | 3:04     |  |

| Temas extra (reedición de 2007) |                                                               |          |  |
| N.º                             | Título                                                        | Duración |  |
| 11.                             | «Opening»                                                     | 0:24     |  |
| 12.                             | «Heaven Only Knows» (Versión alternativa)                     | 2:32     |  |
| 13.                             | «In for the Kill»                                             | 3:13     |  |
| 14.                             | «Secret Lives» (Mezcla alternativa)                           | 3:24     |  |
| 15.                             | «Sorrow About to Fall» (Mezcla anternativa)                   | 3:48     |  |
| 16.                             | «Caught in a Trap» (Cara B del sencillo «Calling America»)    | 3:44     |  |
| 17.                             | «Destination Unknown» (Cara B del sencillo «Calling America») | 4:10     |  |

## Personal
- Jeff Lynne: voz, guitarra acústica, guitarra eléctrica, bajo, teclados y percusión
- Bev Bevan: batería y percusión
- Richard Tandy: teclados
- Christian Shneider: saxofón

## Posición en listas
| País           | Lista                        | Posición |
| -------------- | ---------------------------- | -------- |
| Alemania       | Media Control Top 100 Albums | 18       |
| Austria        | Ö3 Austria Top 40            | 29       |
| Australia      | ARIA Albums Chart            | 49       |
| Canadá         | RPM Albums Chart             | 46       |
| Estados Unidos | Billboard 200                | 49       |
| Japón          | Oricon LP Chart              | 16       |
| Noruega        | Top 40 Albums                | 4        |
| Reino Unido    | UK Albums Chart              | 9        |
| Suecia         | Albums Top 60                | 3        |
| Suiza          | Swiss Music Charts           | 10       |

| Sencillo                | País           | Lista                         | Posición |
| ----------------------- | -------------- | ----------------------------- | -------- |
| «Calling America»       | Alemania       | Media Control Top 100 Singles | 31       |
| «Calling America»       | Australia      | ARIA Singles Chart            | 47       |
| «Calling America»       | Austria        | Austrian Singles Chart        | 22       |
| «Calling America»       | Estados Unidos | Billboard Hot 100             | 18       |
| «Calling America»       | Irlanda        | Irish Singles Chart           | 16       |
| «Calling America»       | Reino Unido    | UK Singles Chart              | 28       |
| «So Serious»            | Reino Unido    | UK Singles Chart              | 77       |
| «Getting for the Point» | Reino Unido    | UK Singles Chart              | 97       |

## Certificaciones
| Fecha              | País        | Organismo certificador | Certificación | Ventas certificadas |
| ------------------ | ----------- | ---------------------- | ------------- | ------------------- |
| 3 de marzo de 1986 | Reino Unido | BPI                    | Plata         | 60 000              |